# Rohle
Rohle település Csehországban, Šumperki járásban. Rohle Libina, Úsov, Dlouhomilov, Brníčko, Lesnice, Klopina, Kamenná, Police és Hrabová településekkel határos. Lakosainak száma 609 fő (2024. január 1.).

## Népesség
A település lakosságának változását az alábbi diagram mutatja:
| Lakosok száma | 2194 | 2239 | 1732 | 1068 | 776  | 665  | 683  | 640  | 608  | 609  |
|               | 1869 | 1890 | 1921 | 1950 | 1980 | 2001 | 2017 | 2019 | 2022 | 2024 |